# Mark Forster
Mark Ćwiertnia, poznan kot Mark Forster, nemški pevec, besedilopisec in televizijska osebnost, * 11. januar 1983, Kaiserslautern, Nemčija

## Zgodnje življenje
Markov oče je bil rojen v Dortmundu, njegova mati, Agnieszka Ćwiertnia, pa je bila rojena v Varšavi. Mama ga je klicala Marek, zato je v začetku glasbene kariere uporabljal ime Marek Ćwiertnia. Odrasel je v Winnweilerju blizu Kaiserslauterna v Nemčiji. Kasneje se je preselil v Berlin, kjer je razvijal svojo kariero.

## Kariera
Leta 2006 se je Forster pridružil skupini Balboa kot njihov frontman. Leta 2010 je podpisal pogodbo z nemško glasbeno založbo Four Music. Leta 2012 je izdal album Karton.
Forster je med letoma 2017 in 2022 sodeloval kot trener  v oddaji The Voice of Germany. Leta 2022 je zmagala Anny Ogrezeanu, ki je bila pod njegovim okriljem. Leta 2024 je bilo objavljeno, da se bo Forster ponovno pridružil The Voice of Germany, skupaj s Samujem Haberjem, Yvonne Catterfield in novim trenerjem Kamradom.

## Diskografija

### Studijski albumi
| Naslov         | Podrobnosti                                           | Najvišje uvrstitve na lestvici | Najvišje uvrstitve na lestvici | Najvišje uvrstitve na lestvici |
| Naslov         | Podrobnosti                                           | GER                            | AUT                            | SWI                            |
| -------------- | ----------------------------------------------------- | ------------------------------ | ------------------------------ | ------------------------------ |
| Karton         | - Objavljeno: 1. junija 2012 - Založba: Four Music    | 45                             | —                              | —                              |
| Bauch und Kopf | - Objavljeno: 16. maja 2014 - Založba: Four Music     | 10                             | 35                             | 37                             |
| Tape           | - Objavljeno: 3. junija 2016 - Založba: Four Music    | 2                              | 2                              | 7                              |
| Liebe          | - Objavljeno: 16. novembra 2018 - Založba: Four Music | 3                              | 5                              | 8                              |
| Musketiere     | - Objavljeno: 13. avgusta 2021 - Založba: Four Music  | 2                              | 4                              | 3                              |
| Supervision    | - Objavljeno: 20. oktobra 2023 - Založba: Four Music  | 3                              | 9                              | 16                             |

### Pesmi
| Leto | Naslov                             | Najvišja uvrstitev na lestvici | Najvišja uvrstitev na lestvici | Najvišja uvrstitev na lestvici | Album          |
| Leto | Naslov                             | GER                            | AUT                            | SWI                            | Album          |
| ---- | ---------------------------------- | ------------------------------ | ------------------------------ | ------------------------------ | -------------- |
| 2012 | »Auf dem Weg«                      | 49                             | —                              | —                              | Karton         |
| 2012 | »Zu dir (weit weg)«                | 64                             | —                              | —                              | Karton         |
| 2014 | »Au revoir« (skupaj s Sido)        | 2                              | 2                              | 6                              | Bauch und Kopf |
| 2014 | »Flash mich«                       | 11                             | 10                             | —                              | Bauch und Kopf |
| 2015 | »Bauch und Kopf«                   | 15                             | 59                             | —                              | Bauch und Kopf |
| 2016 | »Wir sind groß«                    | 3                              | 18                             | 16                             | Tape           |
| 2016 | »Chöre«                            | 2                              | 2                              | 7                              | Tape           |
| 2017 | »Sowieso«                          | 22                             | 7                              | 23                             | Tape           |
| 2017 | »Kogong«                           | 34                             | 7                              | 9                              | Tape           |
| 2018 | »Like a Lion« (skupaj z Gentleman) | 38                             | —                              | 64                             | —              |
| 2018 | »Einmal«                           | 24                             | 39                             | 56                             | Liebe          |
| 2019 | »747«                              | —                              | —                              | —                              | Liebe          |
| 2019 | »194 Länder«                       | 13                             | 19                             | 61                             | Liebe          |
| 2019 | »Wie früher mal Dich«              | —                              | —                              | —                              | Liebe          |
| 2020 | »Übermorgen«                       | 7                              | 10                             | 18                             | Musketiere     |
| 2020 | »Bist du okay« (skupaj z Vize)     | 11                             | 46                             | 55                             | Musketiere     |
| 2021 | »Ich frag die Maus«                | 88                             | —                              | —                              | —              |
| 2021 | »Drei Uhr nachts« (skupaj z Leo)   | 15                             | 32                             | 68                             | Musketiere     |
| 2021 | »Musketiere«                       | —                              | —                              | —                              | Musketiere     |
| 2022 | »Memories & Stories«               | 93                             | —                              | —                              | —              |
| 2023 | »Wenn du mich vergisst«            | —                              | —                              | —                              | Supervision    |
| 2023 | »Genug«                            | —                              | —                              | —                              | Supervision    |
| 2023 | »Farben leuchten Schwarz«          | —                              | —                              | —                              | Supervision    |
| 2024 | »Eine Stunde Schlaf«               | —                              | —                              | —                              | —              |
| 2024 | »Wenn du mich rufst«               | —                              | —                              | —                              | —              |